# Književnost
Književnost je sveukupnost pisanih predložaka, djela, dokumenata, spomenika jednog jezika, naroda, kulturnog kruga ili civilizacije. Književnost može značiti i kao umjetnost lijepih riječi.
Književnost je i zbir tekstova pedagoškog, filozofskog, religijskog, općenito humanističkog značaja, za razliku od djela uže znanstvene, prirodnjačke, tehničke ili praktične naravi.
Književnost obuhvaća pišćeva razmišljanja, ideje i osjećaje koje nekim jezikom zapisuje na medij te tako stvara književno djelo koje i druge osobe, čitatelji, mogu čitati.
Književnošću se nazivaju i djela takozvane "lijepe književnosti" (beletristike), najraznovrsniji sastavci ostvareni kao umjetnost riječi i pisane riječi, u kojima pisac izražava osobni svjetonazor i vlastite zamisli subjektivne naravi, koje se ne mogu iznijeti kao objektivna znanstvena činjenica.
Sadržaj književnosti su imaginativno uobličena piščeva mašta i njegove predodžbe, koje teže prema umjetničkom doživljavanju. Književnost kao oblik umjetničkog stvaralaštva je tema raznovrsnih književnoteorijskih promišljanja, koja nisu uvijek usuglašena. Ipak, utvrđena su tri sastojka koja su bitna za pojavu lijepe književnosti: osobno iskustvo pisca i njegova namjera koja prethodi književno djelu, samo književno djelo, te primanje književnog djela u svijesti čitatelja.
Sam izraz književnost često se zamjenjuje latinizmom "literatura", koji uz to označava i popis temeljnih i pomoćnih tekstova stanovite struke, predmeta, znanstvenog rada i slično.

## Podjela književnosti
- prema podrijetlu: narodna ili usmena književnost koju najčešće čine mitovi, bajke, pjesme, zagonetke, poslovice i sl., te umjetnička ili pisana književnost koju čini ukupnost književnih djela koju stvaraju i pišu književnici
- prema jezičnim ili nacionalnim obilježjima: najčešće je književnost pisana na nekom jeziku ujedno i dio te nacionalne književnosti (hrvatski jezik/hrvatska književnost), no postoje i iznimke kada pisci pripadaju nekoj drugoj nacionalnosti od jezika kojim pišu, npr. hrvatski latinisti i sl.
- prema vremenu nastanka: tradicionalna ili klasična koja traje do kraja 19. stoljeća te moderna koja traje od početka 20. stoljeća i još dan danas

## Književni rodovi
- lirski / lirika temelji se na osjećajima
- epski / epika temelji se na pripovijedanju
- dramski / drama temelji se na radnji, napetosti
- diskurzivni književni oblici temelje se na spajanju znanstvenog i književnoumjetničkog načina mišljenja

## Književne vrste
- roman
- novela
- kratka priča
- crtica
- komedija
- tragedija
- drama u užem smislu
- ep
- esej
- mit
- elegija
- putopis

## Vrste romana
Prema temi
- ljubavni
- povijesni
- znanstveno fantastični
- pustolovni
- psihološki
- socijalni
- roman za mlade

Prema tonu i autorovoj namjeri
- satirični - podrugljivo duhovitog tona kojim se osuđuju ljudske mani i društvo u cjelini
- humoristični - ismijavaju se ljudske mane ili društvo u cjelini

sentimentalni naglašena osjećajnost u karakterizaciji likova i razvoju radnje
Prema temeljnim fabularnim elementima
- roman lika/karaktera - u središtu strukture ovog romana je oblikovanje psihološki značajnog karaktera
- roman prostora - u romanima prostora pratimo lik ili likove te njihovo kretanje u prostoru čime upoznajemo različite sredine
- roman zbivanja - fabula romana zbivanja sastoji se u prevladavanju zapreka koje stoje na putu prema cilju glavnog junaka ili glavnih junaka. U romane zbivanja spadaju. viteški roman (razvijen u srednjem vijeku), povijesni roman, kriminalistički roman i znanstveno-fantastični roman
- roman vremena - ako pratimo promjenu karaktera protjecanjem vremena - od mladosti do zrelosti (ili smrti) govorimo o romanu vremena

## Stilska izražajna sredstva ili figure
Figure dikcije (latinski dictio - govor) temelje se na učinku pojedinih glasova u govoru
- anafora
- epifora
- anadiploza
- simploka
- asonanca
- aliteracija

Figure riječi ili tropi (grčki thropos - obrat) nastaju promjenom osnovnog značenja riječi 
- metafora
- metonimija
- personifikacija
- sinegdoha
- eufemizam
- alegorija
- simbol
- amblemi

Figure konstrukcije ili sintaktičke figure se odnose na poredak riječi u rečenici
- inverzija
- retoričko pitanje
- elipsa
- asindeton
- polisindeton

Figure misli se odnose na širi smisao onog što je rečeno
- poredba
- antiteza
- hiperbola
- litota
- gradacija
- ironija
- sarkazam
- paradoks
- oksimoron

## Za daljnje čitanje
- hrvatska književnost
- svjetska književnost
- Stilska izražajna sredstva
- projekt Gutenberg

## Vanjske poveznice
- Književnost.hr
- Hrvatska književnost na Internetu od Renesanse do Modernizma
- Rječnik pojmova rabljenih u Hrvatskoj kniževnosti  Arhivirana inačica izvorne stranice od 15. siječnja 2010. (Wayback Machine)
- Portal za književnost  Arhivirana inačica izvorne stranice od 28. srpnja 2020. (Wayback Machine)
- Književnost u lektirama